# Josef Futterer

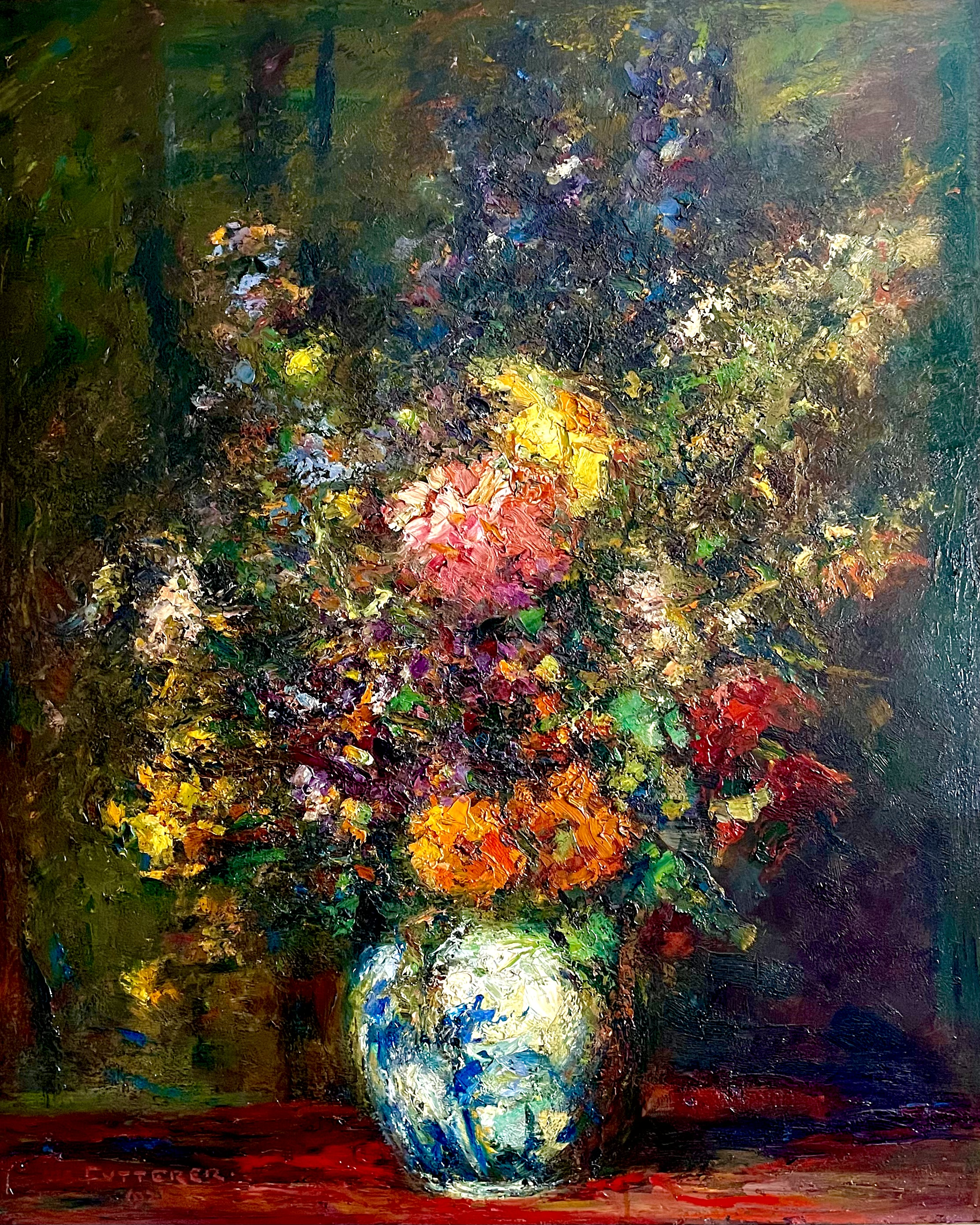
Blumenstrauß 1921

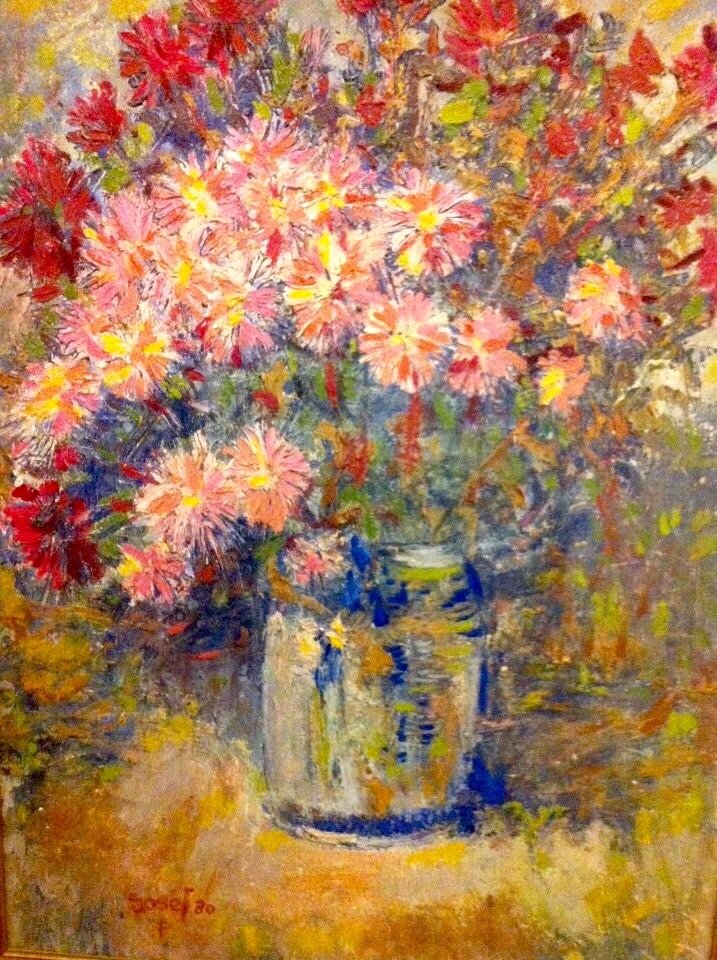
Blumen in der Vase, 1930

Joseph Futterer (* 12. Februar 1871 in Mondfeld; † 20. Februar 1930 in München) war ein deutscher Zeichner, Maler und Radierer. Er war der Bruder von August Futterer.

## Künstlerische Laufbahn
Futterer wurde nach der Übersiedlung nach München an der dortigen Kunstakademie abgelehnt, da Franz von Defregger meinte, er könne dort nichts mehr lernen. Ab der Jahrhundertwende begann er für die Meggendorfer-Blätter, Jugend und Simplicissimus zu arbeiten. Im Jahr 1905 nahm Futterer mit einem Pastell an der IX. Internationalen Kunstausstellung im Münchner Glaspalast teil.  Ab 1909 gewann der Impressionismus in seinen Werken immer mehr an Bedeutung, figurale Themen wie Interieurs, Landschaften oder Blumenstücke. 1910 folgte eine weitere Ausstellung in Mannheim, im selben Jahr eine „Kollektivausstellung Josef Futterer“ in der Galerie Thannhauser in München. Im Jahr 1911 wurde das Gemälde „Kopistin in der Galerie“ für die Neue Pinakothek erworben. 1912 wurden er und sein Bruder August Futterer zu Ehrenbürgern Mondfelds ernannt. Sie gründeten in Mondfeld eine Stiftung. König Ludwig II. ernennt Josef Futterer im Jahr 1915 zum Königl. Bayer. Professor der Akademie der bildenden Künste in München. Er fertigte zudem Skizzen und Künstlerporträts aus dem Münchener Kneipenleben an. Josef Futterer ging 1923 nach Berlin und trat dort der auf Anregung von Max Liebermann der Berliner Secession bei. 1928 kehrte er wieder nach München zurück, im selben Jahr zeigte die Galerie Heinemann seine Werke. Am 20. Februar 1930 verstarb er mit 59 Jahren in München. Während des Zweiten Weltkriegs wurden 50 Bilder, die nach Würzburg gebracht wurden, in den letzten Kriegstagen vernichtet sowie seine Atelierwohnung in München, in der von seiner Witwe Klara Futterer der größte Teil seines Nachlasses verwahrt wurde, zerstört. Im Lenbachhaus befinden sich 2 Gemälde - Landschaft mit rotem Sonnenschirm (erworben 1952) und Blumenstrauß (erworben 1928).

### Werk und Rezeption
Josef Futterer malte nicht nur, er war auch ein begabter Zeichner und Karikaturist, wobei dieser die kleinen Leute, wie Dienstboten, Blumenweiberln, Kellnerinnen, Knödelesser, Trinker gekonnt den Charakter, versehen mit einer gewissen Sozialkritik rasch zu Papier bringen konnte.
Futterers Gemälde hingegen zeichnen sich durch einen dem Pointillismus nahe stehenden Impressionismus aus. Er malte neben Interieur, Landschaften und Blumenstücke auch figurale Themen. Extrem koloristische und kompositorische Techniken erfüllen seine Gemälde mit einem strahlenden Licht. Die bekannten Blumenstücke Futterers weisen eine besondere Leuchtkrafte auf, die Interieurs erinnern an Adolphe Monticelli und Édouard Vuillard. Hermann Reiner zählt Futterer zu einem Vertreter des Münchner Impressionismus, dem noch u. a. die Maler Julius Seyler und Max Zettler angehören.

### Wichtige Ausstellungen
- 1905 – IX. Internationale Kunstausstellung im Münchner Glaspalast
- 1910 – Ausstellung in Mannheim
- 1910 – Kollektivausstellung „Josef Futterer“ in der Galerie Thannhauser in München
- 1928 – Ausstellung in der Galerie Heinemann
- Dauerausstellung im Grafschaftsmuseum in Wertheim.

## Sonstiges
Josef Futterer war ein begnadeter Mundharmonikaspieler, er spielte auf sogenannten Pikkolos, einer Mini-Mundharmonika. Nach Reiner rühmten ihn Puccini und Caruso als den besten Mundharmonikaspieler der Welt, Richard Strauss und Henry Ford waren ebenfalls Zuhörer seines Könnens.